# Aeshna septentrionalis
Aeshna septentrionalis – gatunek ważki z rodziny żagnicowatych (Aeshnidae). Występuje w Kanadzie i północno-wschodnich Stanach Zjednoczonych, IUCN podaje także Alaskę. W 2023 roku na World Odonata List takson ten został zsynonimizowany z Aeshna caerulea.